# کازنی تورتس
کازنی تورتس (انگلیسی: Kazennyi Torets) یک رودخانه در استان دونتسک کشور اوکراین است.